# Christine Scheel

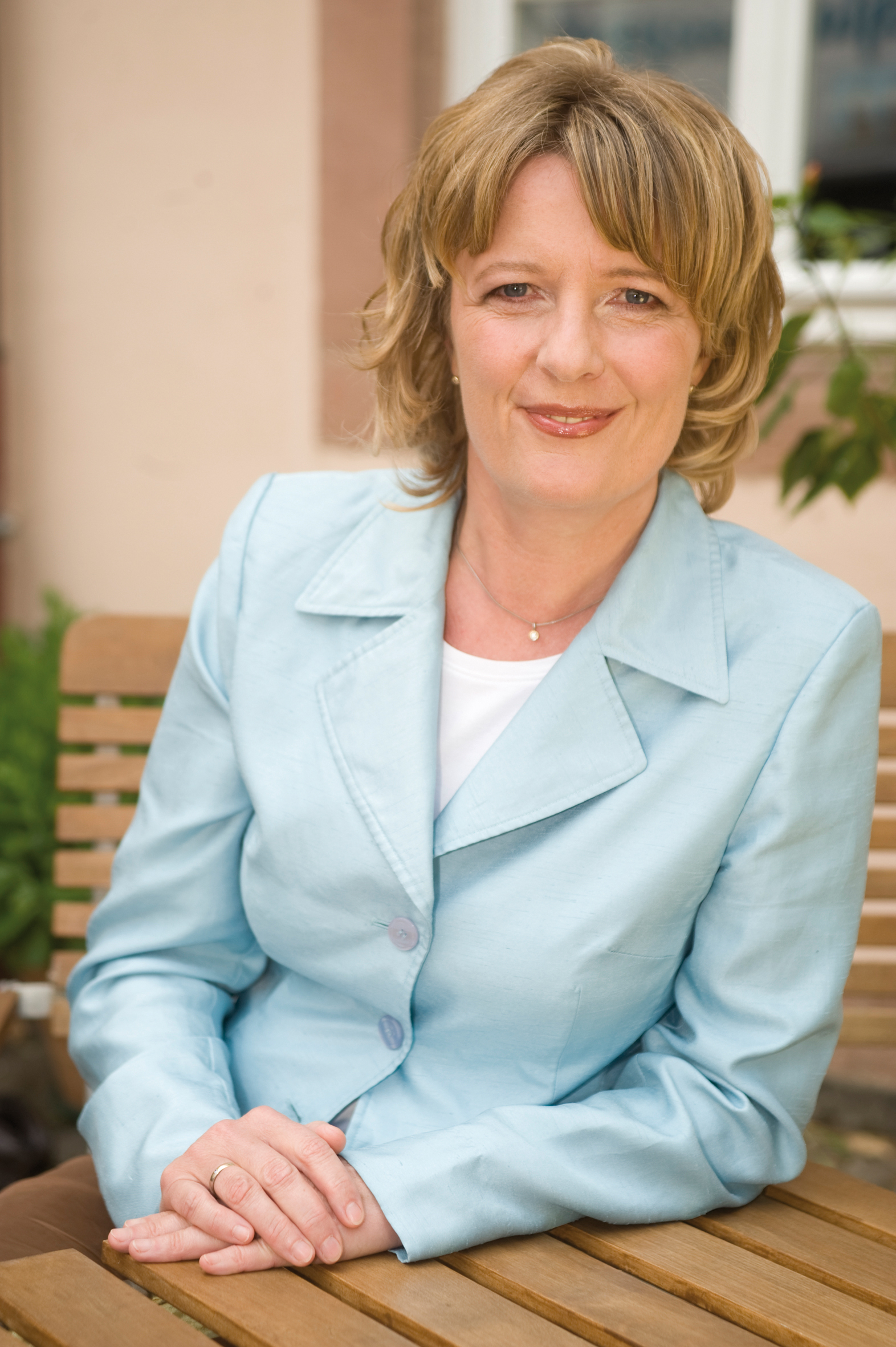
Christine Scheel (2009)

Christine Scheel geb. Schäfer (* 31. Dezember 1956 in Aschaffenburg) ist eine deutsche Politikerin (Bündnis 90/Die Grünen). Sie war von 1994 bis 2012 Mitglied des Deutschen Bundestages und von 1998 bis 2005 Vorsitzende des Finanzausschusses im Bundestag.

## Leben
Christine Scheel ist selbständige Wirtschaftsberaterin und Autorin mehrerer Bücher.
Nach dem Abitur 1977 absolvierte Christine Scheel ein Studium der Archäologie, Ethnologie, Soziologie, Pädagogik und Psychologie in Freiburg im Breisgau und Erlangen, das sie 1983 als Pädagogin M.A. beendete.
Seit 1983 ist Scheel Mitglied der Grünen. Von 1983 bis 1985 war sie Vorsitzende des Grünen-Kreisverbandes Aschaffenburg.
Von 1984 bis 1990 war Scheel Mitglied im Kreistag von Aschaffenburg und von 1986 bis 1994 Mitglied des Bayerischen Landtages. In diesem Zeitraum war sie insgesamt 4 Jahre Fraktionsvorsitzende und Mitglied im Ältestenrat.
1994 wurde sie Mitglied des Deutschen Bundestages. Von 1994 bis 2005 war sie finanzpolitische Sprecherin der Bundestagsfraktion Bündnis 90/Die Grünen. Von November 1998 bis Oktober 2005 war sie außerdem Vorsitzende des Finanzausschusses. Bis 2009 fungierte sie als stellvertretende Fraktionsvorsitzende ihrer Fraktion. Außerdem war sie bis 2012 Mittelstandsbeauftragte der Grünen-Bundestagsfraktion.
Sie zog stets über die Landesliste Bayern in den Deutschen Bundestag ein. Ihr Wahlkreis war Aschaffenburg.

## Sonstiges Engagement
Christine Scheel ist seit 2013 Vorsitzende des Kuratoriums der ev. Akademie in Tutzing. Sie war von 2007 bis 2016 Vorsitzende des Kuratoriums der Stiftung Wings of Hope Deutschland.
Scheel gehörte dem Beirat des Fördervereins Ökologische Steuerreform an und war bis November 2004 Mitglied der Initiative Neue Soziale Marktwirtschaft.
1998–2016 war sie berufenes Mitglied der Landessynode der Evangelischen Kirche in Bayern.
Sie war von 2003 bis 2010 Mitglied des Verwaltungsrates der KfW Bankengruppe, seit 2007 Mitglied im Beirat RKW Rationalisierungs- und Innovationszentrum der Deutschen Wirtschaft, Mülheim/Ruhr, Mitglied im Beirat der Barmenia Versicherungen, Wuppertal und 2004 bis 2012 Vertrauensfrau der Bausparer/-innen der Bausparkasse Schwäbisch Hall AG.

## Wechsel in die Privatwirtschaft
Christine Scheel wurde am 12. Oktober 2011 zum 1. Februar 2012 für drei Jahre in den Vorstand der HEAG Südhessische Energie AG (HSE) gewählt, wofür sie ihre politische Karriere aufgab. Sie legte ihr Mandat am 16. Januar 2012 nieder; als Nachfolgerin rückte von der Landesliste Beate Walter-Rosenheimer nach.
Am 23. Mai 2012 trennte sich die HSE von den Vorständen Christine Scheel (Vorstand Nachhaltigkeit) und Holger Mayer (Vorstand Finanzen und Energiehandel) vorzeitig zum 31. Mai 2012. Der Beschluss im Aufsichtsrat der HSE erfolgte aufgrund von Differenzen zwischen dem Vorstand und der Stadt Darmstadt, dem Hauptaktionär der HSE. Seit September 2013 ist Scheel Mitglied im Aufsichtsrat der Naturstrom AG sowie seit Oktober 2016 Aufsichtsratsmitglied der Encavis AG (früher Capital Stage AG).

## Privates
Scheel lebt in Rottenberg bei Hösbach im Landkreis Aschaffenburg, ist verheiratet mit dem ehemaligen Präsidenten des Bayerischen Jugendrings und heutigen Wirtschafts- und Verbandsberater Gerhard Engel und hat zwei volljährige Kinder aus erster Ehe.

## Ehrungen und Auszeichnungen
Scheel erhielt mehrere Auszeichnungen aus dem Mittelstand. So erhielt sie 2000 als erste Frau den Deutschen Elite-Mittelstandspreis der Union Mittelständischer Unternehmen e. V. und wurde 2004 zum „Kustos des mittelständischen Unternehmertums“ ernannt. 2001 wurde sie mit dem Bayerischen Verdienstorden ausgezeichnet. 2009 erhielt sie die Bayerische Verfassungsmedaille in Gold. Sie ist Ehrensenatorin Europäisches Wirtschaftsforum e. V., Brüssel.